# Oidium lycopersici
Oidium lycopersici är en svampart som beskrevs av Cooke & Massee 1888. Oidium lycopersici ingår i släktet Oidium och familjen Erysiphaceae.   Inga underarter finns listade i Catalogue of Life.